# Under Fire!
Under Fire! is een computerspel dat werd ontwikkeld door Microcomputer Games en uitgegeven door Avalon Hill. Het spel werd uitgebracht in 1985 voor de Commodore 64. Een jaar later volgde de Apple II en in 1987 kwam het spel uit voor DOS. Het oorlogsspel speelt zich af tijdens de Tweede Wereldoorlog. Het spel bevat negen scenario's variërend van een gevecht in open veld tot een huis aan huis gevecht. Het speelveld wordt van bovenaf getoond. Het spel kan met een of twee spelers gespeeld worden.

## Ontvangst
| Beoordeeld door             | Platform     | Datum         | Score |
| --------------------------- | ------------ | ------------- | ----- |
| Computer Gaming World (CGW) | Commodore 64 | december 1991 | 50%   |
| Computer Gaming World (CGW) | DOS          | december 1991 | 50%   |
| Computer Gaming World (CGW) | Apple II     | december 1991 | 50%   |